# Dan Calichman
Dan Calichman (født 21. februar 1968) er en tidligere amerikansk fodboldspiller.

## USAs fodboldlandshold
| USA’s landshold | USA’s landshold | USA’s landshold |
| År              | Kmp             | Mål             |
| --------------- | --------------- | --------------- |
| 1997            | 2               | 0               |
| Total           | 2               | 0               |